# Dakhlet Nouadhibou (baai)
Dakhlet Nouadhibou (Frans: Baie du Lévrier, Spaans: Bahía del Galgo) is een baai aan de Atlantische kust van Mauritanië. De administratieve regio Dakhlet Nouadhibou is er naar vernoemd.

## Geografie
Het is een van de grootste natuurlijke havens aan de Atlantische kust van Afrika en de enige in Mauritanië. De baai wordt begrensd door de landtong Ras Nouadhibou aan de westkant. De baai opent zich naar het zuiden en bevat talrijke klippen en strekt zich van noord naar zuid uit over ongeveer 50 km, waardoor een baai ontstaat van ongeveer 43 km lang en 32 km breed op het breedste punt. Op Franse kaarten staat de binnenbaai bekend als Baie de l'Archimède en de bredere baai als Baie du Lévrier.
Naast de geografische omstandigheden heeft de baai van Nouadhibou zeer gunstige maritieme omstandigheden, gezien de afwezigheid van significante stromingen. De weersomstandigheden zijn ook gunstig voor het gebruik als haven, omdat de baai beschut is tegen wind en storm. De enige ongunstige factor is de geringe zeediepte in het grootste deel van de baai, waardoor de vaargeulen vaak moesten worden drooggelegd.

## Economie
De baai van Nouadhibou is het belangrijkste economische en commerciële gebied van Mauritanië. Het is de basis van de Mauritaanse visindustrie en ook de route waarlangs het ijzererts uit de mijnen van Zouérat het land uit wordt geëxporteerd. Het ijzererts komt aan bij de ertsterminal van Point Central (10 kilometer ten zuiden van Nouadhibou) via een spoorlijn die 650 km van de mijnen naar de haven loopt.

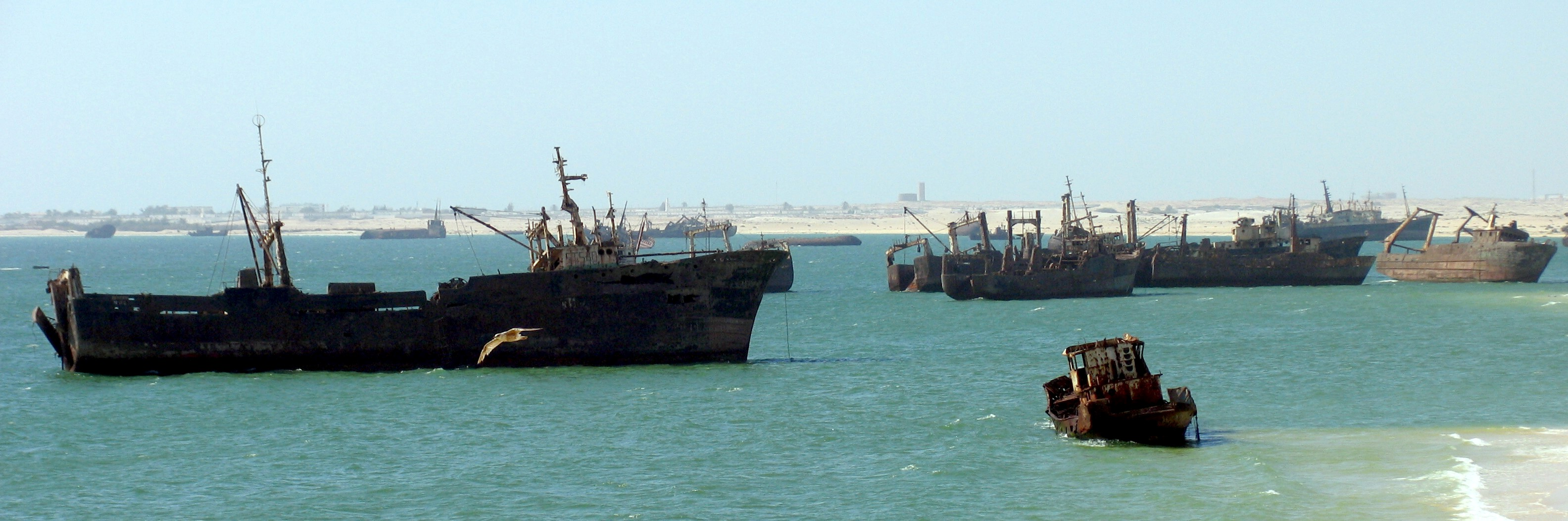
Scheepskerkhof in de baai

De baai van Nouadhibou is de laatste rustplaats van meer dan 300 schepen en een van de grootste scheepskerkhoven ter wereld.